# Joseph Goebbels
Paul Joseph Goebbels (Rheydt, 29 ottobre 1897 – Berlino, 1º maggio 1945) è stato un politico e giornalista tedesco.
Fedele braccio destro di Adolf Hitler, fu uno dei più importanti gerarchi nazisti, Gauleiter di Berlino dal 1926 al 1945, ministro della Propaganda del Terzo Reich dal 1933 al 1945, ministro plenipotenziario per la mobilitazione alla guerra totale e generale della Wehrmacht, con l'incarico della difesa di Berlino dall'aprile del 1945 e, dopo il suicidio di Hitler, dal 30 aprile 1945 per quasi due giorni cancelliere del Reich. Morì suicida subito dopo.
Numero due del nazismo, le sue tecniche di propaganda furono uno dei fattori che consentirono al Partito Nazionalsocialista Tedesco dei Lavoratori l'ascesa al potere in Germania, nel 1933. Avendo un dottorato in letteratura (la sua tesi dottorale ebbe come argomento la produzione letteraria romantica del XIX secolo) ed essendo inoltre una delle persone più colte fra i nazionalsocialisti di spicco, furono in molti, tra cui lo stesso Hitler, a chiamare il ministro Herr Doktor ("signor dottore").

## Biografia
Paul Joseph Goebbels nacque il 29 ottobre 1897 al numero 186 di via Odenkirchener a Rheydt, oggi quartiere di Mönchengladbach, importante centro dell'industria tessile della Renania Settentrionale-Vestfalia che, all'epoca, contava circa trentamila abitanti. Joseph era figlio di Fritz, ragioniere presso una fabbrica di reticelle per il gas del luogo, la W.H. Lennartz & Co., e di Maria Katharina Odenhausen nata Coervers, che il padre aveva sposato nell'anno 1892.
La madre era olandese, proveniente dal villaggio di Ubach over Worms, trasferitasi in Germania a seguito della morte del padre, fabbro. Il nonno paterno era Conrad Goebbels, sarto proveniente dalla città di Beckrath, la nonna paterna Gertrud Margarete Rosskamp, figlia di contadini della stessa Beckrath. Lo zio era Heinrich Goebbels, commerciante di tessuti. Il padrino di battesimo di Paul Joseph Goebbels era un fratello della madre, Joseph Odenhausen, del villaggio di Ubach over Worms, oggi incorporato nella municipalità di Landgraaf.
Paul Joseph Goebbels ebbe due fratelli maggiori, Konrad e Hans; due sorelle, Marie ed Elisabetta, morirono in giovane età; una terza, Maria, nacque dodici anni dopo di lui. Nel 1900 il padre Fritz acquistò una casa al numero 140 di via Dahlener, a Rheydt, oggi numero 156.
Joseph Goebbels nacque con una deformità congenita nota come "piede equino". Questo difetto fu ulteriormente aggravato da un'osteomielite in età infantile; come risultato del suo problema genetico e della malattia che subì in seguito, egli zoppicò per tutta la sua vita, venendo scartato dai ranghi dell'esercito tedesco durante l'arruolamento e non potendo di conseguenza prendere parte alla prima guerra mondiale.
Successivamente Goebbels fece circolare la voce di essere un veterano del conflitto e che la sua menomazione fosse dovuta a una ferita di guerra. Mentre Joseph Goebbels terminava gli studi liceali nel 1917, Adolf Hitler, Hermann Göring e Rudolf Hess combattevano sui campi di battaglia della prima guerra mondiale.
L'invalidità non gli impedì di continuare con profitto gli studi. Entrambi i genitori erano cattolici devoti, tanto che il futuro ministro nazista della propaganda dovette in massima parte ai cattolici la propria formazione durante gli anni della gioventù. Già all'inizio degli anni venti, tuttavia, la sua fede andava scemando, perché egli rifiutava gli elementi filo-pauperistici del cristianesimo. Nel 1917 Goebbels si trasferì al numero 18 di Post Straße, a Bonn per proseguire gli studi universitari e il 5 settembre dello stesso anno Goebbels chiese supporto economico alla Commissione diocesana della Società Albertus Magnus.
A Bonn frequentò le lezioni di Adolf Dyroff, professore di filosofia, e quelle di letteratura di Berthold Lietzmann e Carl Enders. Al termine della prima guerra mondiale, l'11 novembre 1918, il nuovo governo post-rivoluzionario indisse le elezioni per il 26 gennaio 1919. Joseph Goebbels votò per il Partito Nazionalista Tedesco, così come il fratello Konrad, rientrato dal fronte. La città natale di Rheydt era occupata da soldati belgi. Nel 1919 si trasferì a Monaco di Baviera e alloggiò al numero 2 di Romanstraße, a Neuhausen. Studiò sotto l'egida del professor Heinrich Wolfflin, storico dell'arte, musica con il professor Hermann Ludwig von Pfordten e teologia cattolica con il professor Joseph Schnitzer. Nel 1919, mentre era all'Università di Friburgo in Brisgovia, abbandonò la confraternita Unitas, a seguito di una crisi nella fede cattolica.
Quando, nel 1919, lo studente Anton Graf von Arco auf Valley, attivista anticomunista e antisemita, assassinò il primo ministro repubblicano della storia della Baviera, Kurt Eisner, eletto dai partiti di sinistra, Goebbels si interessò al socialismo. Nel 1920 si trasferì all'Università di Heidelberg, dove studiò sotto l'egida di due professori ebrei, Friedrich Gundolf, professore di storia della letteratura, e Max von Waldberg, autore di numerosi libri di storia della letteratura. Il 18 novembre 1921 conseguì il dottorato con una tesi su Wilhelm von Schütz.

Ricorda Luigi Chiarini in Bilancio dell'espressionismo (Vallecchi,1965, pag. 129) che Goebbels in gioventù scrisse un dramma espressionista (citazione di Luciano Parinetto nella premessa di Breviario espressionista, Edizioni Stampa Alternativa); il titolo del lavoro teatrale era Der Wanderer (ossia: Il viaggiatore).

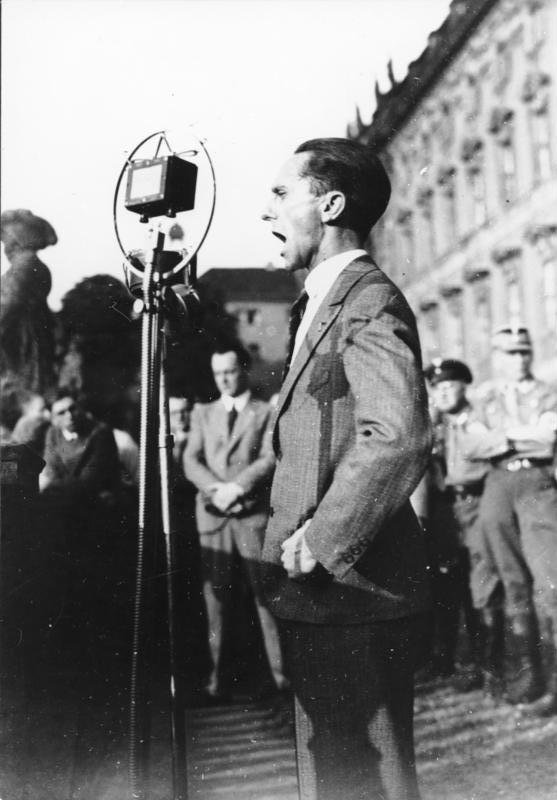
Joseph Goebbels durante un comizio politico nel 1932

Nel 1922 lavorò brevemente come critico d'arte per un giornale, ma venne licenziato; successivamente tenne una lezione pubblica su Oswald Spengler. Il 2 gennaio 1922 Goebbels trovò lavoro presso la banca Dresdner di Colonia, grazie alle relazioni familiari della fidanzata, Else Janke, di origini ebraiche. Vi rimase per nove mesi, per essere in seguito licenziato. L'11 gennaio 1923 la Francia occupò la Ruhr; lo stesso anno Adolf Hitler organizzò il putsch di Monaco e venne arrestato e imprigionato a Landsberg.
Nel 1923 Albert Leo Schlageter venne fucilato dalle autorità francesi per sabotaggio. Il 4 maggio 1924 i partiti di destra ottennero il 6,4% dei voti alle elezioni politiche, per un totale di 1 918 329 voti e una rappresentanza di 32 seggi sui 472 del Reichstag. Nel luglio 1924 Joseph Goebbels organizzò le prime riunioni politiche nella casa paterna di Rheydt. In seguito venne interrogato dalle forze di occupazione belghe di Rheydt, in quanto agitatore politico. Nell'estate del 1924 Goebbels presenziò, con l'amico Fritz Prang, ai comizi politici organizzati dai partiti di destra a Weimar. Presenti erano pure Erich Ludendorff e Julius Streicher.
Il 13 settembre 1924 pubblicò il suo primo articolo su una rivista settimanale politica, Völkische Freiheit (Libertà Popolare), sponsorizzata da Friedrich Wiegershaus dal marzo 1924. Scrisse, sul concetto di nazionalismo e socialismo: «Noi siamo nulla, la Germania è tutto». Il 7 dicembre 1924 la destra, rappresentata dal Movimento per la Libertà Nazionalsocialista, ottenne una sconfitta elettorale, raccogliendo 907 242 voti, con quattordici membri in Parlamento, di cui solo cinque legati politicamente ad Adolf Hitler. Il 20 dicembre 1924 Joseph Goebbels scrisse su Völkische Freiheit: «Ogni disastro a Jena è seguito da una vittoria a Lipsia». Lo stesso giorno, Hitler lasciò la prigione di Landsberg e ritornò a Monaco di Baviera.
Il 20 gennaio 1925 Joseph Goebbels venne licenziato dalla rivista Völkische Freiheit; in seguito a ciò, grazie all'amicizia di Karl Kaufmann, egli divenne Geschäftsführer (amministratore delegato) per Alex Ripke, Gauleiter (caposezione regionale) della regione della Renania Nord. Nel 1925 Gregor Strasser, deputato nazista, eletto già nel 1924 alla Dieta bavarese e poi al Reichstag, cui Hitler aveva affidato il compito di riorganizzare il partito nel Nord, lo udì parlare per la prima volta e gli offrì l'incarico di suo segretario personale, incarico che era stato fino a quel momento ricoperto da Heinrich Himmler.
Nella faida interna allo NSDAP, che vide contrapposto Hitler all'ala proletaria e radicaleggiante del partito, Goebbels si schierò inizialmente a favore di quest'ultima e dei fratelli Strasser, facendo proprie molte delle idee dei principali avversari interni del Führer. Nell'autunno 1925 Goebbels fu in prima linea, al fianco di Strasser, nel sostenere la campagna per l'espropriazione dei beni dei nobili decaduti, proposta dai deputati comunisti e socialdemocratici. Nel novembre 1925 l'assemblea dei capi nazisti dei distretti settentrionali, capeggiata dai fratelli Strasser e dallo stesso Goebbels, scelse ufficialmente di seguire questa linea, ma il 14 febbraio 1926 Hitler stroncò definitivamente la "ribellione" di Strasser e di Goebbels, costringendoli a rinunciare al loro programma.
Goebbels provò una delusione cocente nei confronti dell'uomo che, tre anni prima, aveva salutato come un profeta, ma Hitler, positivamente impressionato dal giovane renano, fece in modo di portarlo dalla propria parte: il 29 marzo 1926 offrì a Goebbels l'occasione di parlare in pubblico, a Monaco, il successivo 8 aprile; Goebbels accettò e, da quel momento in poi, fu completamente riconquistato dal Führer. Nell'agosto del 1926 ruppe ufficialmente con Strasser e passò definitivamente dalla parte di Hitler, di cui divenne il seguace più radicale e fedele, sino alla fine.
Verso la fine dell'ottobre 1926 Hitler nominò Goebbels Gauleiter (caposezione regionale) di Berlino, con il compito di guadagnare al nazionalsocialismo la capitale tedesca, considerata una città "rossa" perché la maggior parte degli elettori era socialista o comunista. Egli condusse l'operazione, seppur con risultati non sempre soddisfacenti, sviluppando un proprio stile agitatorio, un misto di istigazione al tumulto e azioni violente che mirava a convogliare a ogni costo l'attenzione sul partito, a rubare la scena e lo spazio pubblico alla sinistra, provocando le autorità. Con fanatismo e inesauribile energia riuscì ad affascinare e attrarre verso il nazionalsocialismo numerosi elettori dei quartieri operai della città, finora capisaldi elettorali del Partito Comunista di Germania, il KPD. Fu anche coinvolto nelle vicende legate alla rivolta di Stennes.
Nel 1928 fu eletto deputato al Reichstag e l'anno seguente venne ufficialmente incaricato della propaganda su tutto il territorio nazionale.

### Ministro della Propaganda

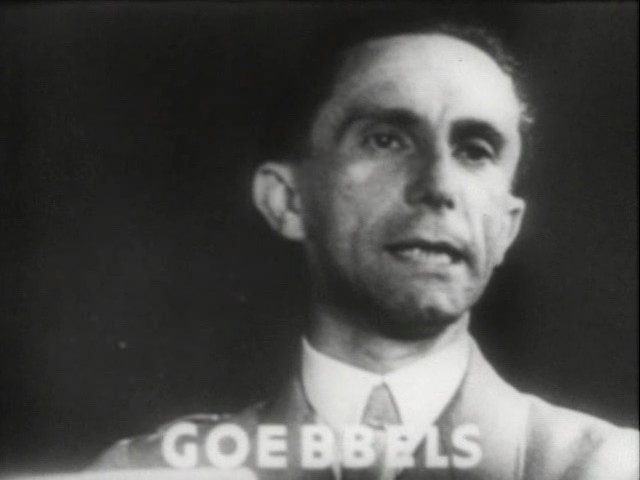
Dal film di propaganda statunitense Preludio alla guerra (1942), della serie Why We Fight

Nel 1933 Goebbels venne chiamato a rivestire la carica di ministro della Propaganda, e l'equivalente carica all'interno dello NSDAP come Reichsleiter, del primo governo Hitler, che mantenne ininterrottamente fino alla sua morte e alla caduta del Terzo Reich.
In tale veste Goebbels assunse il controllo totale di ogni ramo dell'informazione e della vita culturale e sociale tedesca (stampa, cinema, teatro, radio, sport), ovunque applicando con rigore i principi della "morale nazista" e divenendo così il vero e proprio "dittatore della cultura" del Terzo Reich. Fin da subito Thomas Mann lo definì «uno storpio nel corpo e nell'animo» che mirava deliberatamente, con disumana bassezza, a elevare la menzogna a divinità, a sovrana del mondo. La pervasività della propaganda dei mass media nazisti raggiunse lo scopo: contribuì a rafforzare l'immagine pubblica e la popolarità di Adolf Hitler. Definì che i giornali dovevano diventare "il pianoforte su cui il governo potrà suonare la sua sinfonia": per assicurarsi l'obbedienza della stampa elaborò e consegnò sistematicamente ai direttori una serie di "veline" per definire quali concetti esprimere e con quali parole, specialmente in tema di guerra e antisemitismo.

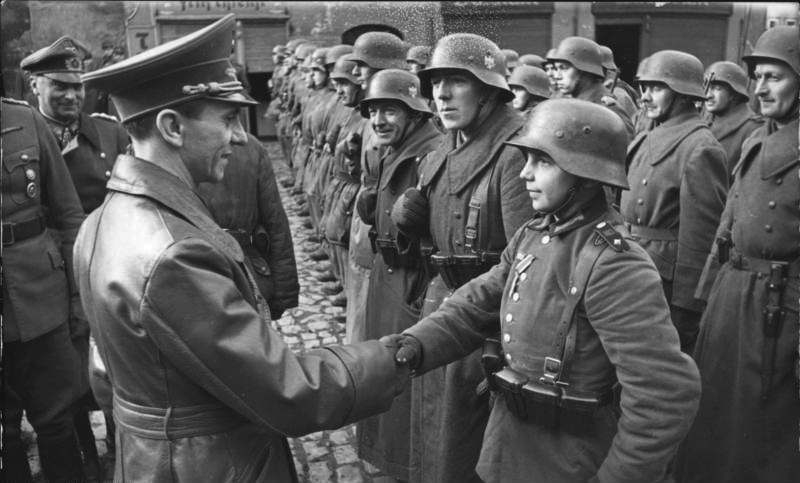
Marzo 1945, congratulazioni a un sedicenne per l'impiego al fronte

Fu il principale artefice delle campagne di "arianizzazione", rivolte contro l'«arte degenerata» e la «scienza ebraica, massonica e bolscevica», che costrinsero all'esilio centinaia di artisti e scienziati ebrei. Rimangono famosi i roghi di libri che organizzò a Berlino, istigando gli studenti nazionalsocialisti a perlustrare e saccheggiare le biblioteche alla ricerca di opere proibite dal regime.
Nel 1936 Goebbels divenne l'amante dell'attrice cecoslovacca Lída Baarová, trasferitasi a Berlino per lavoro. Quando la moglie Magda scoprì la relazione, se ne lamentò con Hitler, che era il padrino dei loro figli e provava una notevole simpatia per Magda; il Führer chiese a Goebbels di porre fine alla relazione, ma il gerarca non accettò e rassegnò, inizialmente, le dimissioni. Voleva divorziare dalla moglie, sposare la Baarová e lasciare la Germania con la sua Liduška, vezzeggiativo ceco per Lída, per trasferirsi in Giappone. Hitler, però, non accettò le dimissioni e, il 15 ottobre 1938, Goebbels tentò di suicidarsi. Si riprese in fretta e troncò la relazione, mentre la Polizia allontanò l'artista dal Terzo Reich.

#### Durante la guerra

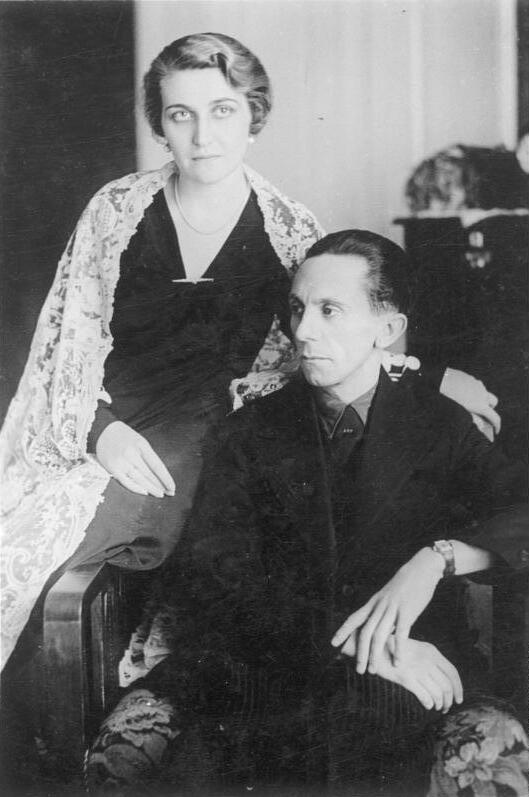
Joseph Goebbels insieme alla moglie Magda

Durante la seconda guerra mondiale, e specialmente dopo i primi rovesci militari che resero critica la situazione della Germania, l'abile opera di propaganda portata avanti da Goebbels con perizia e fanatismo riuscì in buona parte a convincere il popolo tedesco ad accettare i sempre più gravi sacrifici imposti. Egli applicò un metodo di persuasione all'epoca ritenuto molto efficace, derivato dalle teorie del comportamentismo, basato sulla continua ripetizione di notizie parziali, o palesemente false, rigidamente controllate dal vertice: il futuro «radioso» della Germania, il pericolo delle «orde asiatiche» che non avrebbero avuto pietà della Germania, la crudeltà degli Alleati che chiedevano una «resa incondizionata», le «armi miracolose» erano alcuni dei tanti temi utilizzati che contribuirono ad alimentare la resistenza, quando l'esito della guerra era ormai compromesso, e ad allontanare l'ora della disfatta.
Durante l'ultimo mese di guerra, nell'aprile 1945, Goebbels ricevette dal Führer due importanti nomine, che lo resero ufficialmente il numero due del Terzo Reich: fu nominato ministro plenipotenziario per la mobilitazione alla guerra totale e in seguito generale della Wehrmacht, con l'incarico della difesa di Berlino: quest'ultima carica significò molto per Goebbels perché, anche se per pochi giorni, era entrato nell'esercito, possibilità negatagli durante la guerra per via della sua infermità. Dal 22 al 29 aprile, pubblicò l'ultimo quotidiano nazista della storia, ovvero il Panzerbär (l'orso corazzato) che era distribuito a mano nelle zone non ancora occupate dai russi; un ultimo disperato ed estremista tentativo di veicolare la propaganda nazista.
Hitler, nelle sue ultime volontà, lo nominò suo successore in qualità di cancelliere del Reich, mentre Karl Dönitz sarebbe divenuto presidente del Reich. Martin Bormann fu nominato ministro del partito nazista.
Morto Hitler, Goebbels gli subentrò al cancellierato, il 30 aprile 1945, rimanendo in carica solamente per quasi un giorno e mezzo. L'unico atto formale compiuto fu quello di inviare il generale Hans Krebs con una bandiera bianca presso l'esercito sovietico per recapitare una lettera al generale sovietico Vasilij Čujkov. Nella lettera Goebbels informava Čujkov della morte di Hitler e richiedeva una tregua per poter formare un governo temporaneo nel Nord del paese e poi, eventualmente, accettare una resa incondizionata, ma la richiesta fu rifiutata senza alcuna possibilità di trattativa.

### Morte

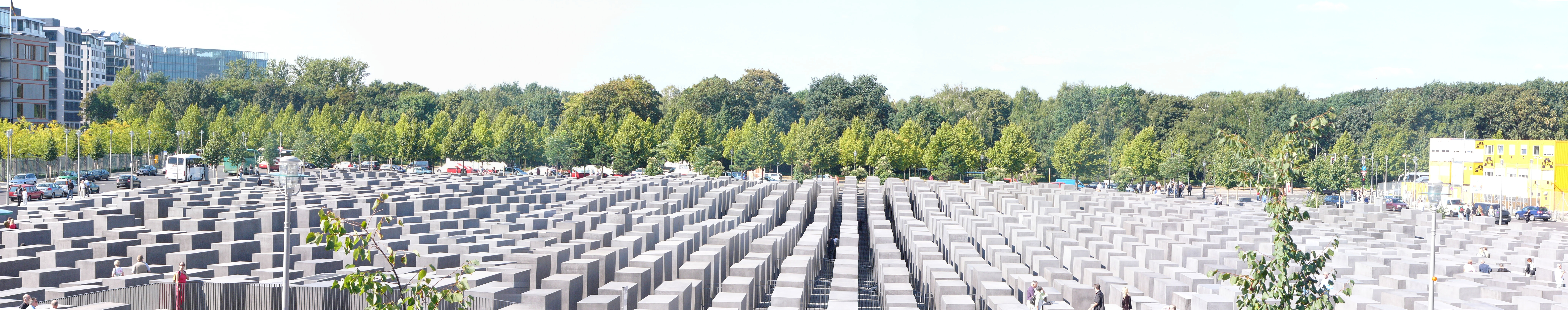
Il Memoriale per gli ebrei assassinati d'Europa, a Berlino, è stato edificato nell'area originariamente occupata dal palazzo e dalle proprietà di Goebbels

Si suicidò il 1º maggio 1945, insieme alla moglie Magda, dopo aver tolto la vita ai loro sei figli. Le ultime ore e le circostanze della morte di Goebbels, di sua moglie e dei loro sei figli restano non completamente chiarite. La sera del 1º maggio, alle ore 20, la signora Goebbels, insieme a un medico delle SS, Helmut Kunz, narcotizzò i bambini con la morfina: una volta addormentati, Magda Goebbels, forse con l'aiuto del dottor Ludwig Stumpfegger, li uccise, rompendo dentro la loro bocca una capsula di cianuro.
Poi Goebbels sparò alla moglie, rivolgendo quindi l'arma verso di sé. Secondo una diversa ricostruzione, invece, egli e la moglie, date disposizioni per la cremazione dei loro corpi, si sarebbero fatti uccidere con due colpi alla nuca esplosi da un attendente. Di fatto, quando i loro corpi vennero ritrovati dai sovietici, erano carbonizzati a tal punto da non consentire analisi con le tecnologie dell'epoca. I corpi della famiglia Goebbels furono sepolti in modo anonimo e solo nel 1970 vennero cremati dai sovietici e dispersi nel fiume Elba.

## IDiari
A partire dal 1924, Goebbels fu un accanito diarista: all'interno dei suoi diari, scritti spesso in maniera frettolosa e poco elegante, a differenza dell'ossessiva cura che poneva nella preparazione dei suoi discorsi e articoli pubblici, si trovano appunti sugli incontri ai quali partecipava, riflessioni personali e idee. Al termine del conflitto i Diari di Goebbels vennero ritrovati all'interno del Führerbunker dalle truppe alleate, che se ne appropriarono. L'importanza del ruolo di Goebbels all'interno del Terzo Reich rende i Diari un importantissimo documento storico del periodo, oggetto di studi e analisi, spesso utilizzato come fonte primaria.